# Општина Ваду Моцилор (Алба)
Ваду Моцилор (рум. Vadu Moţilor) општина је у Румунији у округу Алба.
Општина се налази на надморској висини од 881 m.